# Champah
Champah (persiska: چمپه) är en ort i Iran.   Den ligger i provinsen Hormozgan, i den södra delen av landet, 1 000 km söder om huvudstaden Teheran. Champah ligger 27 meter över havet och antalet invånare är 103.
Terrängen runt Champah är varierad. Runt Champah är det glesbefolkat, med 11 invånare per kvadratkilometer. Närmaste större samhälle är Gārestāneh, 6,5 km väster om Champah. Trakten runt Champah är ofruktbar med lite eller ingen växtlighet.